# Минина, Валерия Борисовна
Валерия Борисовна Минина (род. 1936) — советский и российский искусствовед, специалист в области искусствознания и художественной критики, кандидат искусствоведения (1973). Член-корреспондент РАХ (2012). Заслуженный работник культуры Российской Федерации (1993)

## Биография
Родилась 24 февраля 1936 года в Москве.
С 1954 по 1959 год обучалась на Отделении теории и истории изобразительных искусств Исторического факультета МГУ, обучалась под руководством таких педагогов как А. В. Арциховский, А. А. Фёдоров-Давыдов, М. А. Ильин, Б. А. Рыбаков,В. Н. Лазарев и  А. А. Губер. С 1966 по 1969 год обучалась в  аспирантуре НИИ теории и истории изобразительных искусств АХ СССР.
С 1965 года работала в АХ СССР — РАХ в должностях: старший референт Отдела художественного образования, с 1966 по 1969 год — старший референт Отдела выставок, с 1969 по 1972 год — старший референт Учёного секретариата, с 1972 по 1993 год — заместитель главного учёного секретаря Президиума АХ СССР — РАХ. Одновременно с 1973 по 1989 год была куратором научных учреждений АХ СССР в Ленинграде и учёным секретарём Отделения скульптуры. С 1993 по 1999 год — руководитель научно-организационного отдела, с 1999 по 2009 год — руководитель научно-методического отдела по вопросам художественного образования, с 2009 по 2010 год — руководитель научно-организационного управления РАХ. С 2010 года — учёный секретарь Мемориального музея-мастерской Конёнкова. С 2001 по 2009 год — ведущий консультант и член государственной аттестационной комиссии по защите дипломных работ факультета скульптуры МГАХИ имени В. И. Сурикова. С 2000 по 2013 год — член государственной аттестационной комиссии по защите дипломных работ факультета скульптуры СПАХ имени Ильи Репина.
С 1974 года была составителем и редактором каталогов и участником создания художественных выставок и экспозиций: с 1974 по 1975 год — «25 лет Преобразования Всероссийской Академии художеств в Академию художеств СССР» проходившей в Варшаве, 1975 год — «Выставка произведений С.  Т. Коненкова к столетию со дня рождения», 1977 год — Всесоюзная художественная выставка «Советский портрет», 1983 год — «225 лет АХ СССР», 1991 год — «XVII выставка произведений членов Академии художеств СССР». С 1971 по 1991 год была организатором  персональных выставок произведений членов Отделения скульптуры Российской академии художеств под эгидой Союза советских обществ дружбы и культурной связи с зарубежными странами проходивших в Берлине, Финляндии, Чехословакии, Югославии, Греции, Кубе, Венгрии и Марокко.
В 2012 году была избрана Член-корреспондентом РАХ по Отделение искусствознания и художественной критики. 
В 1993 году Указом Президента России «За заслуги в  области культуры и многолетнюю плодотворную работу» В. Б. Минина была удостоена почётного звания Заслуженный работник культуры Российской Федерации.

## Награды
- Медаль «Ветеран труда» (1986)
- Медаль «В память 850-летия Москвы» (1997)
- Серебряная медаль АХ СССР (1981)

### Звания
- Заслуженный работник культуры Российской Федерации (1993 — «За заслуги в  области культуры и многолетнюю плодотворную работу»)[3]